# Catagramma cruenta
Catagramma cruenta är en fjärilsart som beskrevs av Forbes 1942. Catagramma cruenta ingår i släktet Catagramma och familjen praktfjärilar. Inga underarter finns listade i Catalogue of Life.